# Edmund Kirby Smith
Edmund Kirby Smith, född den 16 maj 1824 i St. Augustine i Florida, död den 28 mars 1893 i Sewanee i Tennessee, var en amerikansk general.
Smith stred för sydstaterna under inbördeskriget 1861–1865.

## Biografi
Smith blev 1845 officer i USA:s armé, var vid inbördeskrigets utbrott 1861 major och avgick ur armén, då Florida proklamerade sitt utträde ur unionen. Han blev i juni 1861 brigadgeneral och i oktober samma år generalmajor i sydstatsarmén, där han utmärkte sig under Braggs invasion i Kentucky (1862) och vid Richmond (i Kentucky) besegrade nordstatsgeneralen William Nelson (30 augusti samma år). Från februari 1863 till krigets slut förde Smith befälet väster om Mississippi, fick i oktober 1862 generallöjtnants och februari 1864 generals grad samt organiserade med stor skicklighet försvaret och de ekonomiska förhållandena i sitt från staterna öster om Mississippi ända sedan Vicksburgs fall (juli 1863) isolerade befälsområde. Han kapitulerade med sina trupper den 26 maj 1865, sist av alla sydstatsbefälhavare, och var efter kriget först direktör för ett stort järnvägsbolag och därefter universitetslärare.